# Nidhogg

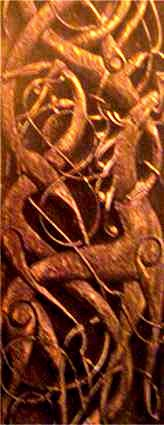
Reliëf Nidhogr, binnenwand Staafkerk van Urnes (Sogn, Noorwegen)

Nidhogg, Nidhogr, Nidhoggr of Nijdhakker (Oudnoords Niðhǫggr), was in de Noordse mythologie de draak of slang die eeuwig en altijd aan de wortels van de levensboom Yggdrasil knaagde. Hij hoorde de woorden van de arend Viðofnir via Ratatosk, de eekhoorn die langs de stam heen en weer klom en twist zaaide tussen de arend in de takken en de draak in de wortels. 

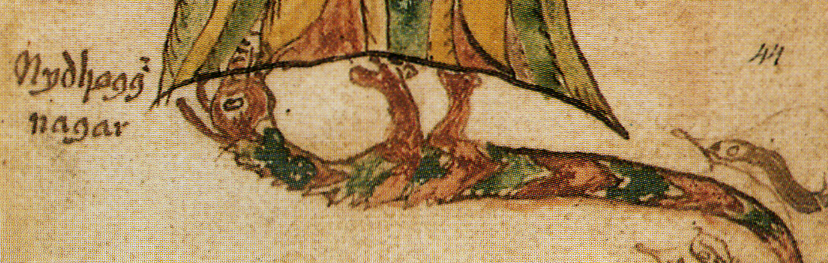
Nydhogg nagar, 17e eeuw

Nijdhakkers geslacht zou ook op lijken leven.

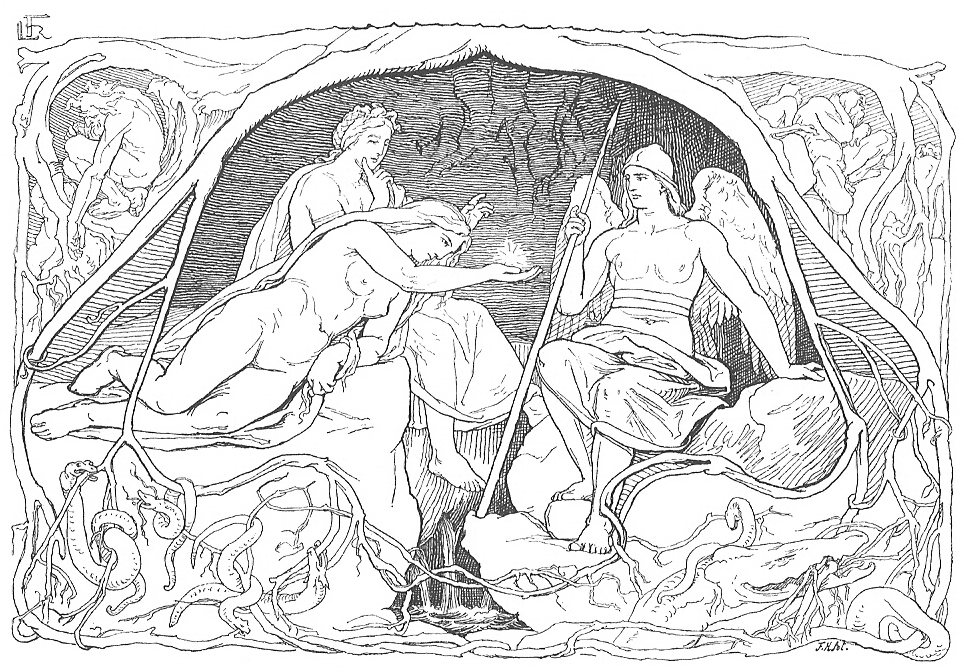
Urdr, Verdandi en Skuld bij Urdarbrunnr. Nidhöggr knaagt aan de wortels van Yggdrasil